# Zambie na Letních olympijských hrách 2008
Zambie se účastnila Letní olympiády 2008. Zastupovalo ji 8 sportovců ve 4 sportech. Zambie nezískala žádnou medaili.